# Pantafa (film)
Pantafa è un film del 2022 diretto da Emanuele Scaringi.
Il film si ispira alla leggenda della Pantafica.

## Trama
Marta decide di portare la figlia Nina a vivere in montagna in seguito a strane allucinazioni che quest'ultima continua ad avere.

## Produzione
Il lungometraggio è stato prevalentemente girato ad Altipiani di Arcinazzo e nei comuni di Affile, Roviano, Riofreddo, Vallinfreda ed Anticoli Corrado.

## Distribuzione
La pellicola è stata distribuita nelle sale cinematografiche italiane a partire dal 30 marzo 2023, dopo essere stata presentata al quarantesimo Torino Film Festival (2022).
Ha incassato 116.365 dollari globalmente, di cui 52.300 in Italia.